# جويا ماريا قزي
جويا ماريا مارون قزي (من مواليد 23 سبتمبر 2000) هي لاعبة كرة قدم لبنانية تلعب كلاعبة خط وسط دفاعي أو ظهير أيسر لنادي سان فرانسيسكو نايت هوكس الأمريكي والمنتخب اللبناني.

## حياتها المبكرة
ولدت في عجلتون، لبنان، ونشأت في العقيبة، بدأت تلعب كرة القدم في سن الرابعة. لعبت في البداية مع فرق الأولاد المحلية، قبل أن تلعب كرة الصالات مع فريق مدرستها الثانوية بعمر 13.

## مهنة النادي
انضمت إلى فريقها الأول لكرة القدم للفتيات عندما كانت في الرابعة عشرة من عمرها، عندما انتقلت إلى نادي ذوق مصبح. ثم لعبت مع فريق تحت 17 عامًا وتحت 18 عامًا، قبل أن تظهر لأول مرة مع فريق الكبار. في عمر 18 عامًا، انتقلت إلى أيليفين برو، ولعبت مع فرقهم تحت 19 عامًا والفرق العليا. لمدة عامين مع فريق.
في 3 أغسطس 2021، انضم إلى فريق سنترال ميثوديست إيجلز، فريق الجامعة الميثودية المركزية. ظهرت لأول مرة في 25 أغسطس، كبديلة في الدقيقة 60 في الفوز 4-0 على ويليام وودز.
لعبت 11 مباراة في الموسم، وساعدت فريقها على إنهاء البطولة كبطال للدوري في بطولة مؤتمر قلب أمريكا الرياضي 2021. ووصلت إلى الدور نصف النهائي من بطولة NAIA لكرة القدم للسيدات.
في 28 مارس 2022، انتقلت إلى نادي أيوا رابتورز في الدوري الممتاز لكرة القدم للسيدات.

## مهنة دولية
في عام 2018، استدعيت للعب مع منتخب لبنان تحت 19 عامًا، حيث لعبت ثماني مباريات. واستدعيت لتمثيل لبنان دولياً في بطولة اتحاد غرب آسيا للسيدات 2022؛ ساعدت فريقها على احتلال المركز الثاني، وسجلت هدفًا في مرمى سوريا في 4 سبتمبر.

## الإحصائيات المهنية

### دولي
| # | تاريخ         | مكان                       | الخصم | نتيجة | حصيلة | مسابقة                            |
| - | ------------- | -------------------------- | ----- | ----- | ----- | --------------------------------- |
| 1 | 4 سبتمبر 2022 | ستاد البتراء، عمان، الأردن | سوريا | 2-0   | 5-2   | بطولة اتحاد غرب آسيا للسيدات 2022 |

## الإنجازات
ذوق مصبح
- الدوري اللبناني لكرة القدم للسيدات: 2017–18
- كأس الاتحاد اللبناني للسيدات: 2017–18
- كأس السوبر اللبناني للسيدات: 2017، 2018

أيليفين برو
- كأس الاتحاد اللبناني للسيدات: 2020–21

لبنان تحت 18 سنة
- بطولة غرب آسيا للسيدات تحت 18 سنة: 2018

لبنان
- بطولة اتحاد غرب آسيا للسيدات المركز الثالث: 2019

## روابط خارجية
- الملف الشخصي في WPSL
- جويا ماريا قزي على موقع أف آي لبنان (FA Lebanon)